# Wastlmühle (Vohenstrauß)
Wastlmühle ist eine Einöde in der nördlichen Oberpfalz. Wastlmühle ist Ortsteil der Stadt Vohenstrauß. In der Einöde leben etwa fünf Einwohner.

## Geographische Lage
Wastlmühle liegt im Vorderen Oberpfälzer Wald am Ufer der Pfreimd etwa 3 km südwestlich von Moosbach und 5 km südöstlich von Vohenstrauß. Bei Wastlmühle mündet der Michlbach in die Pfreimd.

## Geschichte
Im Salbuch von 1562 und in der Amtsbeschreibung von 1596 wurde Wastlmühle als Mühle in Altentreswitz verzeichnet. 1605 wird als Besitzer Georg Winkelmann genannt, 1630 ist dies Georg Swindtler und 1810 Andrea Bayerl.
Wastlmühle gehörte zum 1808 gebildeten Steuerdistrikt Altentreswitz. Zu diesem Steuerdistrikt gehörten neben Altentreswitz selbst Böhmischbruck, Kößing, Grünhammer und Wastlmühle.
Von 1808 bis 1830 gehörte Wastlmühle zusammen mit Grünhammer zur Ruralgemeinde Altentreswitz. 1830 wurde die selbständige Ruralgemeinde Altentreswitz zusammen mit Grünhammer, Wastlmühle, Kößing und Linglmühle in die Gemeinde Böhmischbruck eingegliedert.

## Einwohnerentwicklung
| Jahr | Einwohner | Gebäude |
| ---- | --------- | ------- |
| 1838 | 11        | 1       |
| 1885 | 9         | 1       |
| 1900 | 6         | 1       |
| 1928 | 7         | 1       |
| 1950 | 12        | 1       |

| Jahr | Einwohner | Gebäude |
| ---- | --------- | ------- |
| 1961 | 5         | 1       |
| 1970 | 3         | k. A.   |
| 1987 | 6         | 1       |
| 2011 | 5         | k. A.   |